# Atascocita (Teksas)
Atascocita je naseljeno mjesto za statističke potrebe u američkoj saveznoj državi Teksas. Prema popisu stanovništva iz 2010. u njemu je živjelo 65.844 stanovnika.